# Юй Сяоюй
Юй Сяою́й (кит. упр. 于小雨, пиньинь Yú Xiǎoyǔ; 2 января 1996, Пекин) — китайская фигуристка, выступавшая в парном катании. В паре с Цзинь Яном становилась двукратной чемпионкой Китая (2013, 2015), чемпионкой мира среди юниоров (2014, 2015) и бронзовым призёром чемпионата четырёх континентов (2016).
В 2016 году по решению Китайской федерации фигурного катания образовала дуэт с Чжан Хао. Вместе с ним Юй стала победительницей Гран-при Китая (2016), чемпионкой Азиатских игр (2017) и участницей Олимпийских игр (2018). Из-за травм они два года не появлялись на международных соревнованиях. В 2020 году пара распалась. В 2021 году Юй объявила о завершении карьеры.

## Карьера

### Ранние годы
Фигурным катанием начала заниматься с юных лет. Дебютировала в паре с Цзинь Яном в 2009 году на национальном чемпионате, где пара заняла место в шестёрке. На следующий год дебютировали на международной арене на юниорском чемпионате мира. Однако этот дебют был испорчен тем, что именно эта пара была лишена восьмого места, поскольку третья китайская пара не имела права выступать на этом чемпионате. В конце 2010 года фигуристы выиграли бронзовые медали на юниорском финале Гран-при.

### С 2011 по 2015 годы
Осенью 2011 года пара дебютировала на взрослых этапах Гран-при. В январе 2012 года на юношеских Олимпийских играх они стали чемпионами. Через месяц на юниорском чемпионате мира фигуристы стали вице-чемпионами мира.
На юношеском финале Гран-при в декабре 2013 года пара выиграла золото. Через три месяца они стали чемпионами мира среди юношей в Болгарии. Осенью 2014 года в Барселоне в финале Гран-при китайские фигуристы оказались пятыми. В январе 2015 года они победили на зимней Универсиаде в Испании. Через месяц в Таллине спортсмены стали двукратными чемпионами мира среди юниоров.

### Сезон 2015/2016
Новый сезон пара начала в начале ноября они выступили на домашнем этапе Гран-при Ауди Кубок Китая. Спортсмены уверенно заняли третье место. Были улучшены все прежние достижения. Намного удачнее спортсмены выступили на заключительном этапе Гран-при в Нагано, где заняли второе место и второй год подряд вышли в финал Гран-при. И на самом финале фигуристы повторили свои прошлогодние достижения и заняли пятое место. На национальном чемпионате пара не выступала. Спортсмены в феврале 2016 года в Тайбэе дебютировали на континентальном чемпионате и выиграли бронзовые медали. Готовились к мировому чемпионату в США, однако чиновники китайской федерации приняли решение отправить другую пару.

### Сезон 2016/2017
Вскоре по окончании чемпионата решением китайской федерации паре были предложены новые партнёры. Юй Сяоюй встала в пару с Чжан Хао, а её бывший партнёр с Пэн Чэн.
В конце октября новая китайская пара дебютировала на международной арене выступали они на этапе Гран-при в Миссиссоге, где на Кубке федерации Канады были вторыми. В середине ноября китайцы выступили на втором этапе Гран-при в Пекине, где они в упорной борьбе заняли на Кубке Китая первое место, при этом были улучшены достижения в короткой программе и сумме. Это позволило им уверенно выйти в финал Гран-при, в Марселе. Во Франции, в финале Гран-при, они сумели в упорной борьбе занять второе место, при этом были улучшены прежние достижения опять в сумме и короткой программе. В середине февраля 2017 года китайские фигуристы в Южной Корее на континентальном чемпионате, в упорной борьбе не смогли удержаться на пьедестале. Через неделю китайские спортсмены приняли участие в Саппоро в VIII зимних Азиатских играх, которые уверенно выиграли. В конце марта китайская пара участвовала в мировом чемпионате в Хельсинки, где заняла место рядом с пьедесталом. При этом они сумели поспособствовать завоеванию трёх путёвок для своей страны на Олимпийские игры и улучшили свои прежние достижения в сумме и произвольной программе.

### Олимпийский сезон
Новый олимпийский сезон китайская пара начала в середине октября в Ницце на Кубке города, где им удалось его выиграть. Через три недели пара выступила на домашнем этапе в Пекине серии Гран-при, где они финишировали с серебряными медалями. В конце ноября на американском этапе в Лейк-Плэсиде они финишировали вторыми. Это позволило им выйти в Финал Гран-при, при этом они улучшили свои прежние достижения в сумме и произвольной программе. На самом Финале пара выступила не совсем удачно и заняла последнее место. В конце декабря, в упорной борьбе, на национальном чемпионате они завоевали первое место; оставив за спиной своих бывших партнёров. В январе 2018 года все китайские пары снялись с континентального чемпионата. В начале февраля ещё до открытия Олимпийских игр в Южной Корее пара начала соревнования в командном турнире. Они в Канныне финишировала в середине турнирной таблицы. В дальнейшем сборная КНР не вышла в финальную часть. В середине февраля 2018 года начались соревнования и в индивидуальном турнире. Пара финишировала только восьмой,  но они незначительно улучшили свои прежние достижения в короткой программе.
В межсезонье фигуристы заявили, что не примут участие в следующем сезоне из-за болезни фигуристки.

## Результаты
(с Чжан Хао)
| Соревнования        | 16/17         | 17/18         | 19/20         |
| Международные       | Международные | Международные | Международные |
| ------------------- | ------------- | ------------- | ------------- |
| Олимпиада — пары    |               | 8             |               |
| Олимпиада — команда |               | 6             |               |
| Чемпионат мира      | 4             | 7             |               |
| Четыре континента   | 4             |               |               |
| Финал Гран-при      | 2             | 6             |               |
| Гран-при Китая      | 1             | 2             |               |
| Гран-при США        |               | 2             |               |
| Гран-при Канады     | 2             |               |               |
| Азиатские игры      | 1             |               |               |
| Кубок Ниццы         |               | 1             |               |
| Национальные        |               |               |               |
| Чемпионат Китая     |               | 1             | 4             |

(с Цзинь Яном)
| Соревнования | 08/09         | 09/10         | 10/11         | 11/12         | 12/13         | 13/14         | 14/15         | 15/16         |
| Международные | Международные | Международные | Международные | Международные | Международные | Международные | Международные | Международные |
| --- | ------------- | ------------- | ------------- | ------------- | ------------- | ------------- | ------------- | ------------- |
| Четыре континента |               |               |               |               |               |               |               | 3             |
| Финал Гран-при |               |               |               |               |               |               | 5             | 5             |
| Гран-при Китая |               |               |               | 6             |               |               | 2             | 3             |
| Гран-при Японии |               |               |               |               |               |               | 3             | 2             |
| Гран-при Канады |               |               |               | 7             |               |               |               |               |
| Универсиада |               |               |               |               |               |               | 1             |               |
| Международные среди юниоров |               |               |               |               |               |               |               |               |
| Чемпионат мира |               | 8*            |               | 2             | 4             | 1             | 1             |               |
| Финал Гран-при |               |               | 3             | 5             | 5             | 1             |               |               |
| Гран-при Латвии |               |               |               | 2             |               | 1             |               |               |
| Гран-при Эстонии |               |               |               |               |               | 1             |               |               |
| Гран-при Хорватии |               |               |               |               | 2             |               |               |               |
| Олимпийские игры |               |               |               | 1             |               |               |               |               |
| Гран-при Чехии |               |               | 1             |               |               |               |               |               |
| Гран-при Австрии |               |               | 3             | 2             | 4             |               |               |               |
| Национальные |               |               |               |               |               |               |               |               |
| Чемпионат Китая | 6             | 4             | 2             | 3             | 1             | 3             | 1             |               |
| * = результат был аннулирован из-за ошибки администрации китайской команды, записавшей на соревнования три пары при квоте только на две. |               |               |               |               |               |               |               |               |

## Вопрос о подмене возраста
В 2011 году Associated Press опубликовала материал о подмене возраста китайскими фигуристами, в числе которых упоминались Юй Сяоюй и Цзинь Ян. Издание указало, что даты рождений фигуристов в базах данных Китайской ассоциации конькобежного спорта (CSA) и Международного союза конькобежцев (ISU) отличались друг от друга. Исходя из информации с сайта CSA, Юй выступала на этапах и финале юниорского Гран-при 2010 в возрасте двенадцати лет, что было меньше допустимого для участия в турнире.
Представители CSA заявили, что ситуация стала результатом канцелярской ошибки в базах данных Ассоциации. По результатам расследования выяснилось, что на сайте ISU был указан верный возраст фигуристов. По этим данным пара соответствовала критериям для участия в соревнованиях юниорского Гран-при.